# اینچکه (امام سقز)
اینچکه (به کردی: ئینچکە، Înçke) روستایی از توابع بخش زیویه در شهرستان سقز است که در استان کردستان ایران قرار دارد.

## جمعیت
این روستا در دهستان امام واقع شده و براساس سرشماری سال ۱۳۸۵، جمعیت آن ۱۶۸ نفر (۳۱ خانوار) بوده‌است.